# Vyacheslav Ivanovich Lebedev
Vyacheslav Ivanovich Lebedev (27 de janeiro de 1930 — 22 de março de 2010) foi um matemático russo e soviético.
Conhecido por seu trabalho em análise numérica.
Lebedev foi aluno de doutorado de Sergei Sobolev. Trabalhou no Instituto Kurchatov e na Academia de Ciências da Rússia, lecionando na Universidade Estatal de Moscou e no Instituto de Física e Tecnologia de Moscou. Foi autor de mais de cem artigos e diversos livros, sendo o de mais destaque "Numerical methods in the theory of neutron transport" com Gury Marchuk e "Functional Analysis in Computational Mathematics".